# 社会主义劳动英雄 (保加利亚)
社会主义劳动英雄是保加利亞人民共和國政府设立的最高荣誉称号。

## 历史
“保加利亚人民共和国英雄”荣誉称号根据1948年6月15日第六届国民议会主席团通过的法令正式设立。授予为保加利亚人民共和国工业、农业、交通、经贸、科技的发展作出突出贡献的人士。在获得该称号的同时，也同时被赠与镰刀锤子奖章，格奥尔基·季米特洛夫勋章，相应的荣誉证书，以及1500列弗的奖金。

## 获授者
保加利亚人
- 瓦西尔·查诺夫
- 潘乔·弗拉季格罗夫
- 尼可萊·吉奧羅夫
- 托多尔·日夫科夫
- 彭乔·库巴丁斯基
- 迪米特尔·斯塔尼舍夫
- 格里戈尔·斯托伊奇科夫
- 埃米尔·赫里斯托夫
- 安东·于哥夫

苏联人
- 瓦列里·贝科夫斯基 (1963)
- 尤里·加加林 (1961)
- 阿列克谢·列昂诺夫 (1965)
- 安德里扬·尼古拉耶夫
- 瓦莲京娜·捷列什科娃 (1963)
- 戈尔曼·季托夫 (1962)